# Državna cesta D200
D200 je državna cesta u Hrvatskoj. 
Cesta spaja granični prijelaz Plovaniju (granica sa Slovenijom) s čvorištom Buje. Cesta prolazi kroz naselja Plovanija, Kaldanija i grad Buje.
Ukupna duljina iznosi 11,8 km.